# Додатковий слід
Додатковий слід (азерб. Əlavə iz) — радянський детективний фільм 1981 року, знятий на кіностудії «Азербайджанфільм».

## Сюжет
У своїй квартирі була вбита молода дівчина. На місце вбивства приїжджає слідчий прокуратури Бабаєв, інспектор Якубов і співробітниця міліції Наргіз, вони займуться розслідуванням цього вбивства і знайдуть винуватця злочину. Фільм торкнувся серйозних соціально-моральних проблем.

## У ролях
- Шахмар Алекперов — слідчий Бабаєв
- Расім Балаєв — Назім
- Динара Сеїдова — Наргіз
- Віктор Демерташ — інспектор міліції Якубов
- Амілет Ханізаде — Маліков
- Тофік Мірзоєв — Алік
- Лариса Халафова — Валя
- Явер Рзаєв — Вагіф
- Маяк Керімов — Тагієв
- Гасан Турабов — Алі
- Сафура Ібрагімова — Лейла
- Офелія Мамедзаде — Кнарік
- Вагіф Гасанов — Сесе
- Валід Велієв — Карібов
- Таніля Ахмерова — Багірова
- Мазаїр Джалілов — епізод
- Афрасіяб Мамедов — епізод
- Фмкрет Мамедов — епізод
- Мухтар Манієв — епізод
- Зілі Намазов — епізод

## Знімальна група
- Режисер — Ніджат Бекірзаде
- Сценарист — Аріф Гейдаров
- Оператор — Алескер Алекперов
- Композитор — Тофік Кулієв
- Художник — Мамед Гусейнов